# NGC 1324

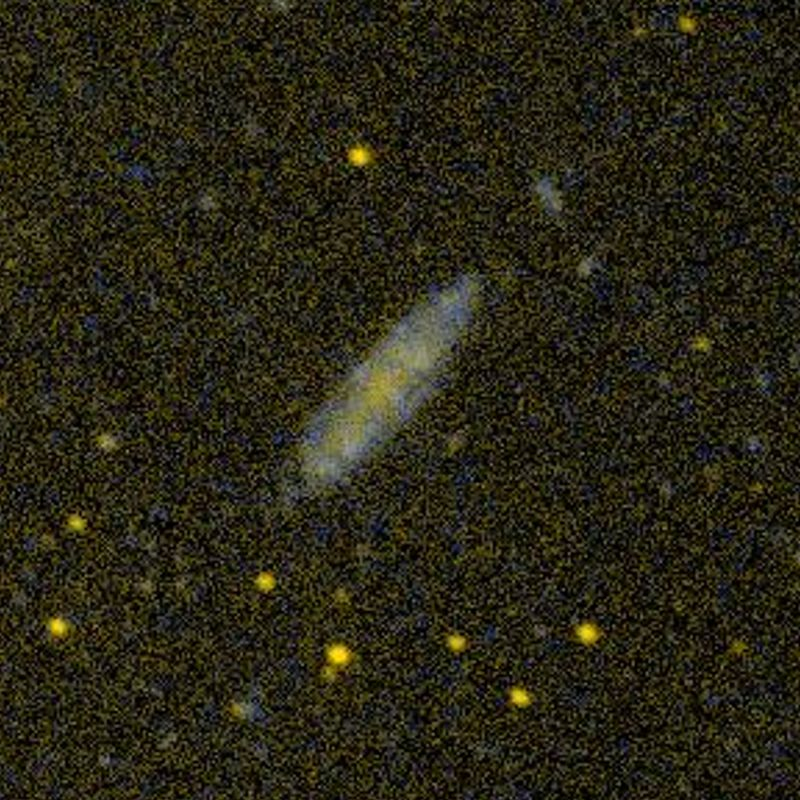
NGC 1324 par GALEX.

NGC 1324 est une galaxie spirale située dans la constellation de l'Éridan. Elle a été découverte par l'astronome germano-britannique William Herschel en 1785.

## Caractéristiques
Sa vitesse par rapport au fond diffus cosmologique est de 5 507 ± 11 km/s, ce qui correspond à une distance de Hubble de 81,2 ± 5,7 Mpc (∼265 millions d'al).
À ce jour, huit mesures non basées sur le décalage vers le rouge (redshift) donnent une distance de 70,887 ± 8,016 Mpc (∼231 millions d'al), ce qui est à l'intérieur des valeurs de la distance de Hubble. Notons cependant que c'est avec la valeur moyenne des mesures indépendantes, lorsqu'elles existent, que la base de données NASA/IPAC calcule le diamètre d'une galaxie et qu'en conséquence le diamètre de NGC 1324 pourrait être d'environ 50,5 kpc (∼165 000 al) si on utilisait la distance de Hubble pour le calculer. 
La classe de luminosité de NGC 1324 est II et elle présente une large raie HI.
Selon la base de données Simbad, NGC 1324 est une galaxie LINER, c'est-à-dire une galaxie dont le noyau présente un spectre d'émission caractérisé par de larges raies d'atomes faiblement ionisés.